# Buďonnovsk
Buďonnovsk (dříve Svjatoj Krest a Prikumsk) je město v Stavropolském kraji v jihozápadním Rusku. Žije zde přes 60 tisíc obyvatel.

## Název
Město bylo založeno roku 1799 arménskými osadníky z Derbentu. Tehdy se jmenovalo Svjatoj Krest (Свято́й Крест, Svatý Kříž), od roku 1921 Prikumsk (Прикумск). V roce 1935 bylo přejmenováno na Buďonnovsk podle tehdejšího sovětského vojevůdce a hrdiny ruské občanské války Semjona Buďonného. V roce 1957 se kvůli zákazu pojmenování měst podle žijících lidí vrátilo k názvu Prikumsk, od smrti Buďonného v roce 1973 opět připomíná jeho jméno.

## Historie
Za druhé světové války byl Buďonnovsk okupován německými vojsky, a to od srpna 1942 do ledna 1943.
V červnu 1995 za první čečenské války se zde odehrál útok na místní nemocnici, při kterém zahynulo minimálně 129 lidí. Čečenští militanti pod vedením Šamila Basajeva tehdy přepadli město a v nemocnici zadržovali přes 1500 rukojmí.